# Lée
Lée – miejscowość i gmina we Francji, w regionie Nowa Akwitania, w departamencie Pireneje Atlantyckie.
Według danych na rok 1990 gminę zamieszkiwało 446 osób, a gęstość zaludnienia wynosiła 152 osób/km² (wśród 2290 gmin Akwitanii Lée plasuje się na 753. miejscu pod względem liczby ludności, natomiast pod względem powierzchni na miejscu 1540.).